# 1960年アメリカ合衆国大統領選挙
1960年アメリカ合衆国大統領選挙（1960ねんアメリカがっしゅうこくだいとうりょうせんきょ、英語: United States presidential election, 1960）は、1960年11月8日に行われたアメリカ合衆国大統領選挙（第44回）。ドワイト・D・アイゼンハワーの2期目の終わりを告げるものになった。アイゼンハワー政権の副大統領リチャード・ニクソンが大統領職に挑戦し、共和党の大統領候補になった。
民主党はマサチューセッツ州選出の上院議員ジョン・F・ケネディを候補に指名した。ケネディは大政党の候補者としては2人目のカトリック教徒だった（1人目は1928年民主党のアル・スミス）。選挙運動期間中、ケネディは、アイゼンハワーと共和党の下でアメリカは軍事的にも経済的にも冷戦中のソビエト連邦に後れを取っていると批判し、大統領になれば「アメリカを再度始動させる」と主張した。ニクソンはこれに応えて、もし当選すれば、アイゼンハワーがこの国にもたらした「平和と繁栄」を継承し、アメリカが冷戦に対応するためにはケネディでは若すぎて経験不足であり大統領を任せられないと主張した。結果、選挙人選挙では1916年以来となる接戦となり、一般投票でもケネディとニクソンの得票率差はアメリカの大統領選挙史の中で最小となった。この1960年選挙は、歴史家の間で特定の州におけるマフィア絡みの選挙違反がケネディの勝利を助けたことについて議論の的になり続けているものでもある。この選挙にはアラスカ州とハワイ州がそれぞれ前年の1月3日と8月21日に州昇格を果たし、初めて選挙に参加したものでもあった。

## 候補者の指名

### 民主党の指名
民主党の大統領指名候補者

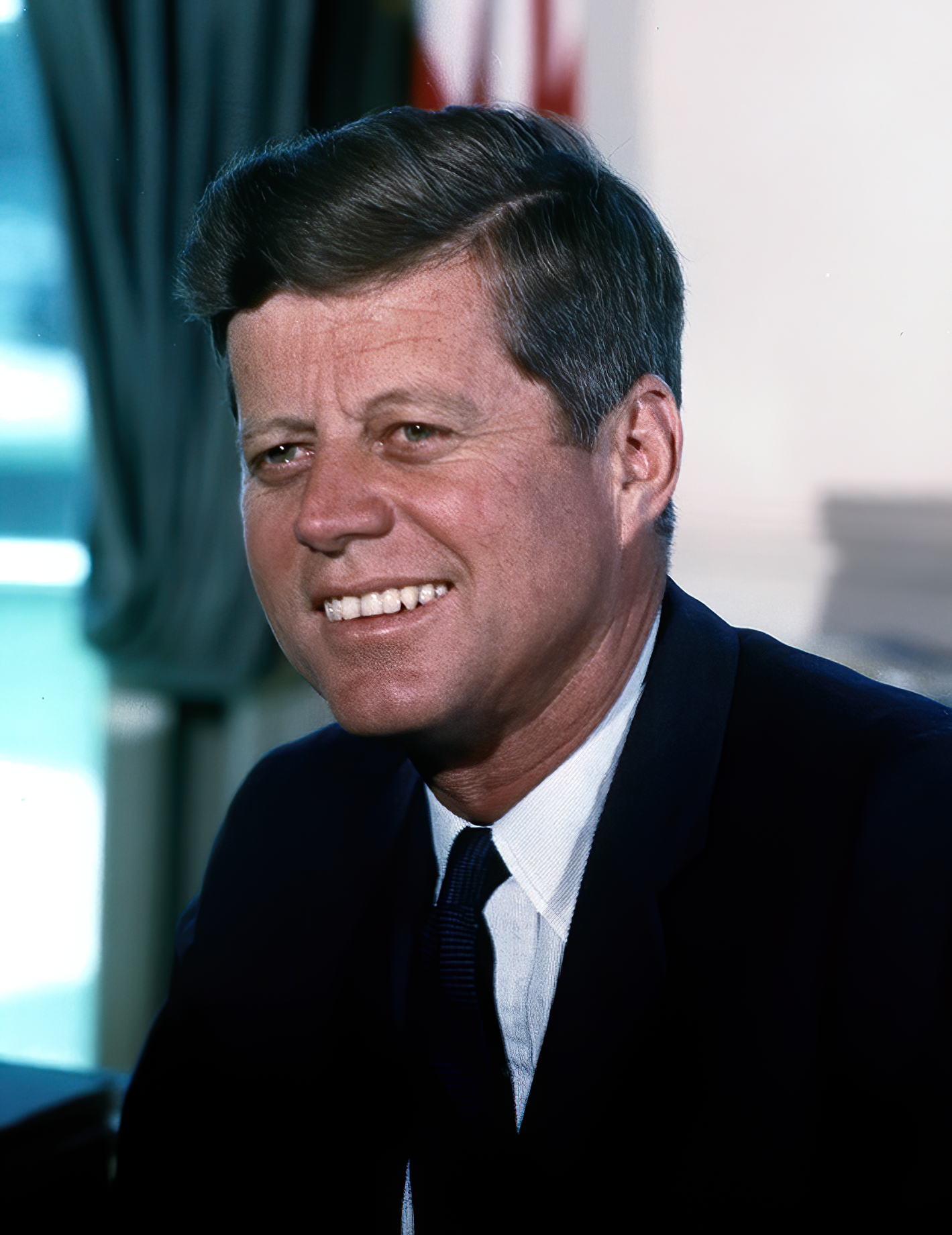
ジョン・F・ケネディ、マサチューセッツ州選出アメリカ合衆国上院議員
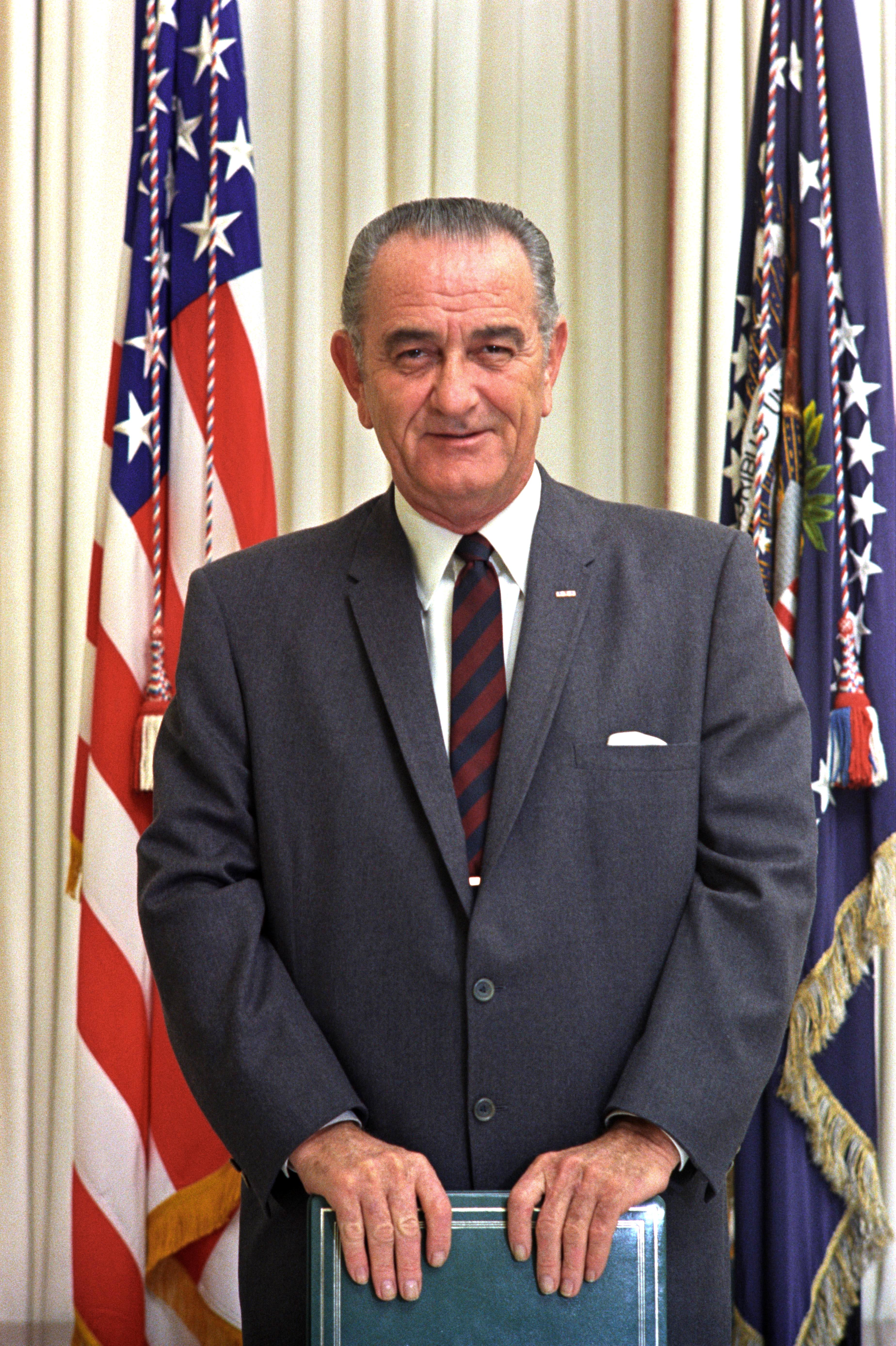
リンドン・ジョンソン、アメリカ合衆国上院院内総務、テキサス州出身
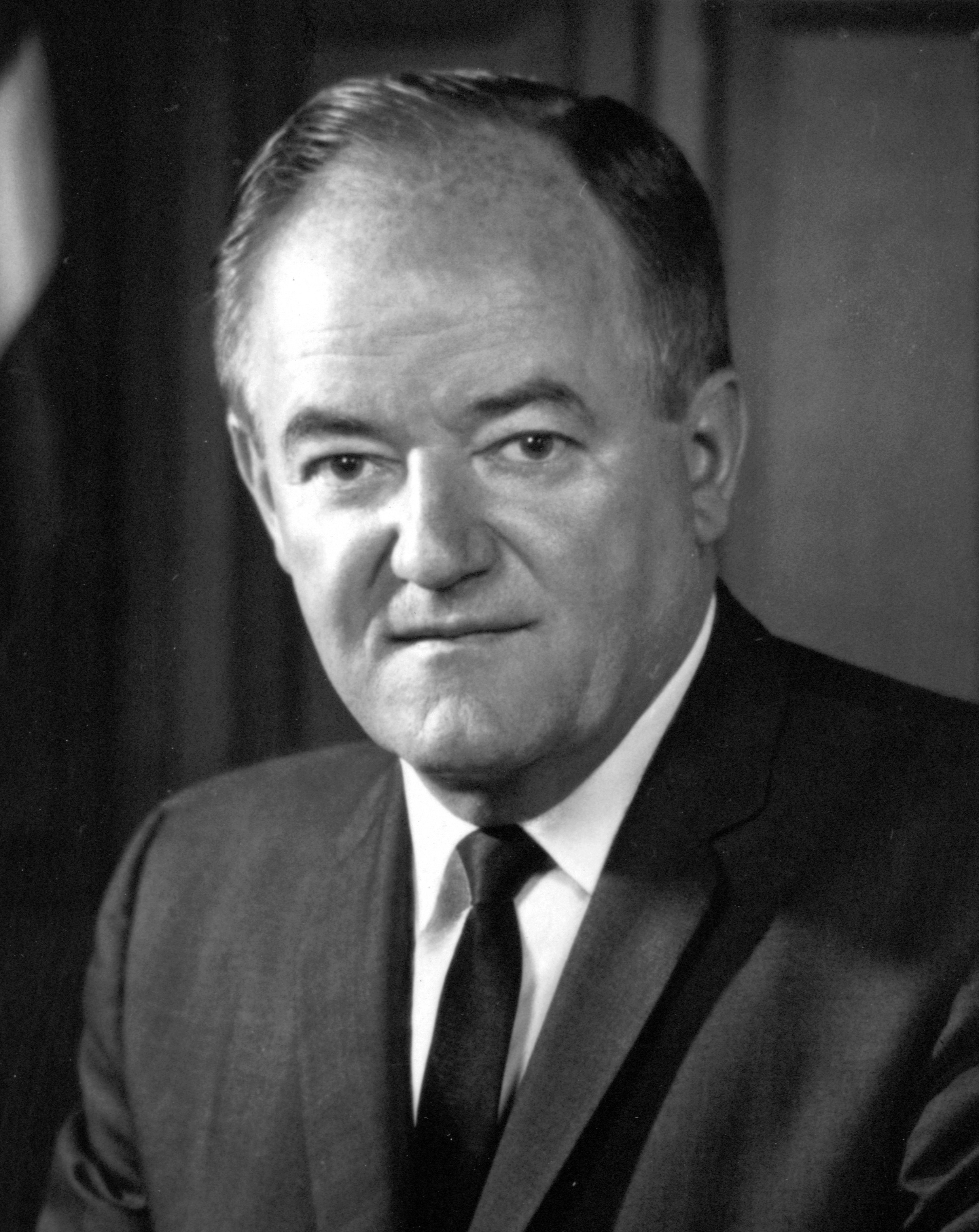
ヒューバート・H・ハンフリー、ミネソタ州選出アメリカ合衆国上院議員
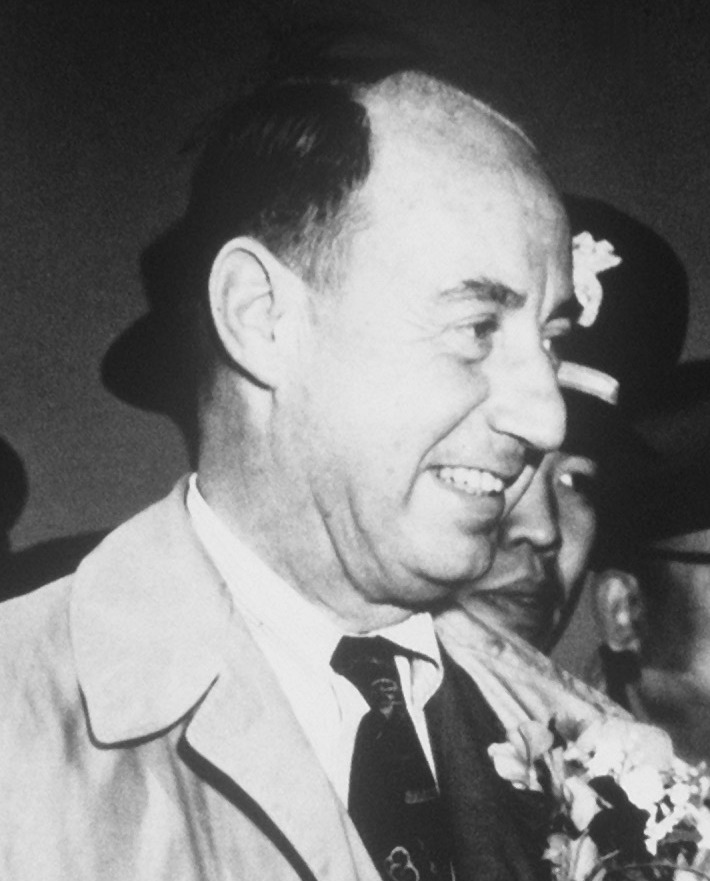
アドレー・スティーブンソン、元イリノイ州知事
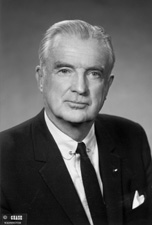
スチュアート・サイミントン、ミズーリ州選出アメリカ合衆国上院議員

1960年民主党大統領候補者選びには多くの政治指導者達が候補に挙がった。しかし、ケネディ、テキサス州のリンドン・ジョンソン、ミネソタ州のヒューバート・H・ハンフリー、ミズーリ州のスチュアート・サイミントンの各アメリカ合衆国上院議員、および元イリノイ州知事のアドレー・スティーブンソンを除けば、指名獲得の実際的なチャンスが無い地域的な「お気に入り」候補者に過ぎなかった。
ケネディは当初、何人かの民主党年長者から大統領になるには若すぎて経験が足りないという示唆によって批判されていた。これらの批判者は、ケネディが「より経験のある」民主党員の副大統領候補になるべきということを示唆していた。ケネディは、このことが大衆にケネディのことを真剣に考慮しないようにしておくための、その敵対者による戦略であることを認識し、率直に「私は副大統領候補に出馬するのではない、私は大統領候補として出馬するのだ」と声明を出した。
ケネディにとってより深刻な問題は彼がローマ・カトリック教徒だということだった。1928年の大統領選挙で民主党候補のアル・スミスが経験したことを想起すれば、多くの者はケネディが指名を獲得し11月の選挙で勝利する可能性は反カトリックの偏見で傷つけられるのではないかと危ぶんだ。ケネディはその集票能力を証明するために、ウィスコンシン州予備選挙で革新派の上院議員、ミネソタ州のヒューバート・H・ハンフリーに挑戦した。ウィスコンシン州ではケネディがハンフリーを破ったが、その票差はカトリック教徒の多い地域からのものが大半であったという事実によって、多くの党ボス達はケネディが非カトリック有権者から得票できるというアピールを信じなかった。ケネディは次にプロテスタントが圧倒的に多いウェストバージニア州でハンフリーと対決した。そこでは反カトリックの偏見が広く広まっていると言われていた。ハンフリーの選挙運動は資金が少なく、ケネディの組織化され資金の裏付けもとれた選挙対策チームと競合できなかった。ケネディの魅力的な兄弟姉妹が有権者を求めて州内を隈無く周り、ハンプリーをして「チェーンストアに対抗する独立系商人のように感じる」と愚痴をこぼさせた。予備選挙ではケネディが投票数の60％以上を獲得してハンフリーを破った。ハンフリーは指名争いから撤退し、ケネディはカトリック教徒でも非カトリックの州で勝利できることを党ボス達に証明するに必要とされた勝利を得た。民主党全国大会に先立つ数ヶ月間、ケネディは国中を回って様々な州の代議員の支持を取り付けるために説得に努めた。しかし、党大会が開催されたときには、ケネディはまだ指名を得るためには数十票足りなかった。
予備選挙の州ごとの勝者:
ケネディ
- イリノイ州
- インディアナ州
- メリーランド州
- マサチューセッツ州（出身州）
- ニューハンプシャー州
- ネブラスカ州
- ペンシルベニア州
- オレゴン州
- ウェストバージニア州
- ウィスコンシン州

ハンフリー
- サウスダコタ州
- コロンビア特別区

ブラウン
- カリフォルニア州（出身州）

スマザーズ
- フロリダ州（出身州）

ディサール
- オハイオ州（出身州）

### 共和党の指名
共和党の指名候補者

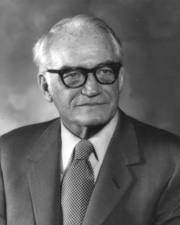
バリー・ゴールドウォーター、アリゾナ州選出アメリカ合衆国上院議員
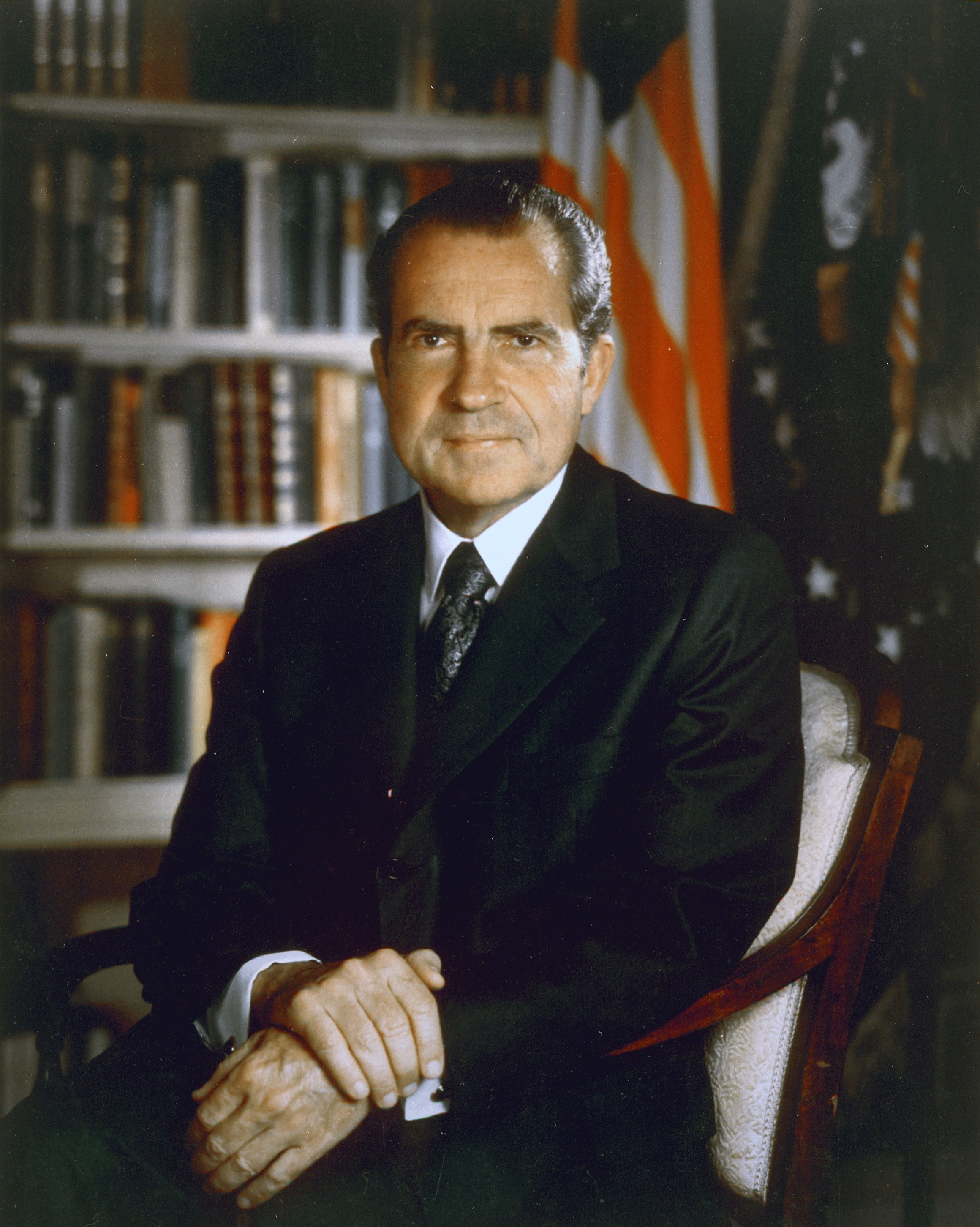
リチャード・ニクソン、副大統領、カリフォルニア州出身
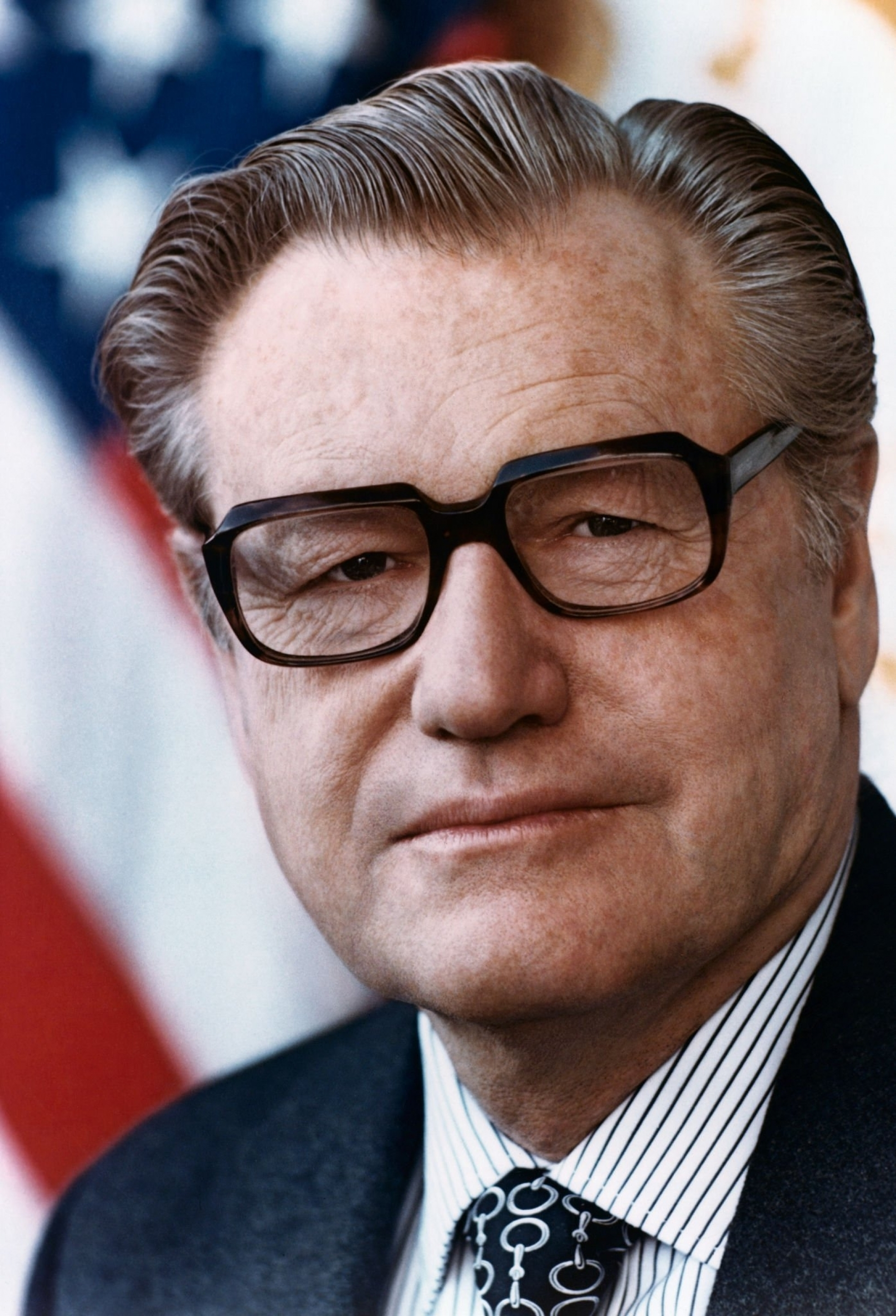
ネルソン・ロックフェラー、ニューヨーク州知事

1951年のアメリカ合衆国憲法修正第22条の批准完了によって、アイゼンハワー大統領は再度大統領職を求めて出馬することができなかった。彼は1952年と1956年の2度選出されていた。1960年時点でもその人気は高く、歴史家の大半は、もし3期目を求めれば、ケネディを含み主要な民主党候補者の誰でも破っていただろうと信じている。しかし、アイゼンハワーの健康問題と引退の願望があり、もし可能だったとしても再出馬はありそうに無かった。
1959年、副大統領のリチャード・ニクソンは、共和党中道左派の指導者でニューヨーク州知事のネルソン・ロックフェラーから、あたかも共和党の指名争いで重大な挑戦を受けたような形になった。しかし、ロックフェラーは全国遊説を行った後で共和党の大半がニクソンを支持していることが分かったので、大統領候補にはならないと表明した。ロックフェラーの撤退後、ニクソンは共和党の指名については意味のある反対に直面しなかった。シカゴで開催された1960年共和党全国大会で、アリゾナ州選出のアメリカ合衆国上院議員バリー・ゴールドウォーターが10票の代議員票を獲得しただけで、ニクソンは圧倒的な支持を得て指名された。続いてニクソンは副大統領候補に元マサチューセッツ州選出のアメリカ合衆国上院議員で国際連合大使でもあるヘンリー・カボット・ロッジ・ジュニアを選んだ。ニクソンは国内政策よりも外交政策を重んじるという選挙戦略があり、それが民主党に対して有利に働くと考えたので、ロッジの外交政策における信用故にこの選択をした。

## 民主党全国大会
1960年民主党全国大会は7月11日にロサンゼルスで開催された。大会が開かれる前の1週間、ケネディは、テキサス州出身の強力な上院院内総務リンドン・ジョンソンと、1952年と1956年の民主党候補だったアドレー・スティーブンソンが候補者となるべく宣言するという挑戦を受けた。しかし、ジョンソンもスティーブンソンもロバート・ケネディに率いられる有能で高度に効率的なケネディの選挙対策チームに対抗できなかった。ジョンソンはテキサス州とマサチューセッツ州の代議員による合同集会の場で、テレビ中継される討論でケネディに挑戦し、ケネディが応じた。視聴者の大半が討論はケネディの勝ちと感じ、ジョンソンは南部以外の代議員に支持を拡げることができなかった。
スティーブンソンは多くの左派代議員、特にカリフォルニア州で人気があったが、1952年と1956年の2回大敗しており、党指導者達は勝てるチャンスのある「新鮮な顔」を探すことになった。ケネディが最初の指名投票で指名を勝ち取った。続いて、多くの者を驚かせたことに、ジョンソンがケネディから副大統領候補として出馬を求められた。今日までジョンソン指名の詳細について多くの議論があり、なぜそれが提案されたか、またなぜジョンソンが受けたかである。歴史家の中には、実際にはケネディがその副大統領候補として他の候補者（例えばスチュアート・サイミントンあるいはヘンリー・M・ジャクソン）を望んだが、強力な上院院内総務に対する礼儀としてのみ先ずジョンソンの指名を提案したと推測する者がいる。この考え方に従えば、ケネディはジョンソンが民主党2番目の切符を手に入れることを受け入れたときに驚かされたことになる。もう一つの関連する逸話に拠れば、ジョンソンが提案を受け入れた後で、ロバート・ケネディがジョンソンが泊まるホテルのスイートルームを訪ね、ジョンソンが副大統領候補指名を受けないよう説得したということである。ジョンソンは「ケネディの弟分」が臆面もなく出馬しないように求めてきたことで気分を害した。
ロバート・ケネディとのぶっきらぼうな対面に対する反応として、ジョンソンはケネディに電話を掛けて、副大統領の指名候補は自分だと確認した。ケネディは明確にその副大統領候補としてジョンソンを望んでいると伝えた。ジョンソンとロバート・ケネディが激しい個人的また政治的確執を始めることになったこの経験で敵意を抱くようになり、1960年代の民主党には重い意味合いを持たせることになった。ジョンソンの指名についてロバート・ケネディが払った留保にも拘わらず、その指名は兄のケネディにとって大きな力になることが分かった。ジョンソンはケネディのために活発な選挙運動を行い、ケネディに対して懐疑的な南部州の幾つか、特にジョンソンの出身州であるテキサス州を民主党が制する主因になった。
また、ケネディの妹のパトリシアの夫で、ハリウッド俳優のピーター・ローフォードと、ローフォードの友人でマフィアとの関係も深いフランク・シナトラやサミー・デイヴィス・ジュニアなどが、カリフォルニア州やネバダ州、ハワイ州などで行われた選挙資金調達パーティーに出演するなど、ケネディの予備選勝利に向けて協力を行った。さらに1960年7月10日の民主党大会の初日前夜に、ビバリーヒルズのビバリー・ヒルトン・ホテルで開かれた資金調達パーティーでは、シナトラやローフォード、デイヴィスのほかにも、ジュディ・ガーランドやトニー・カーチスが出席し、シナトラはアメリカ国歌を斉唱したばかりか、会場をまわり代議員へのケネディへの支援への説得を行った。
7月13日、党の指名候補投票でジョン・F・ケネディは指名を獲得する。最終日である7月15日にはカリフォルニア州ロサンゼルスのロサンゼルス・メモリアル・コロシアムで指名受諾演説を行い、この時にアメリカが抱える戦争、偏見、貧困といった諸問題に立ち向かう意味での「ニューフロンティア」を提示した。
| ジョン・F・ケネディ         | 806  |
| リンドン・ジョンソン        | 409  |
| スチュアート・サイミントン  | 86   |
| アドレー・スティーブンソン  | 79.5 |
| ロバート・B・マイナー       | 43   |
| ヒューバート・H・ハンフリー | 41   |
| ジョージ・A・スマザーズ     | 30   |
| ロス・バーネット            | 23   |
| ハーシェル・ラブレス        | 2    |
| パット・ブラウン            | 1    |
| オーバル・フォーバス        | 1    |
| アルバート・ロゼリーニ      | 1    |
| --------------------------- | ---- |

## 一般選挙

### 秋の選挙運動
ケネディもニクソンも選挙運動を通じて大勢で熱狂的な聴衆を惹き付けた。1960年8月、世論調査の大半ではニクソン副大統領がケネディをわずかながらリードしていた。多くの政治評論家はニクソンが勝つものと見ていた。しかし、ニクソンは秋の選挙運動中不運に見舞われた。長い間ニクソンについては両面感情を持っていたアイゼンハワーが8月にテレビ中継された記者会見を開き、そこである記者がニクソンはアイゼンハワーの内閣の中で貴重な部内者で助言者であったというニクソンの主張に言及した。その記者はアイゼンハワーにニクソンの助言や提案で心に留めたものが有るかを尋ねた。アイゼンハワーは、「1週間の猶予をくれれば1つぐらい思い出すかも知れない」という軽口で応えた。アイゼンハワーもニクソンも後に、アイクは単にその記者に冗談を言ったのだと主張したが、それまでケネディよりも大きな決断の経験があると主張してきたことを弱めたのでニクソンには打撃となった。このことは、民主党がアイゼンハワーの言葉をテレビ宣伝に使ってニクソン批判のように仕向けたので、さらに打撃を大きくした。
共和党全国大会でニクソンは50州全てを回ると約束した。この約束が徒になった。ニクソンは8月にノースカロライナ州で遊説中に車のドアで膝を負傷した。この膝が感染症を起こし、ニクソンは2週間遊説を中断して、感染した膝に抗生物質を注入する治療をした。ニクソンがウォルター・リード病院を退院したとき、全州を訪れると約束したことを放棄するのを拒んだ。かくして貴重な時間を使って勝つ見込みの無い州や、選挙人の数が少なく勝利にあまり影響しない州まで大車輪で回った。例えば、その50州全てを回る動きの中でニクソンは投票日前の貴重な週末をアラスカ州での遊説で過ごした。アラスカ州は選挙人票が3票しか無く、しかも共和党の強い地盤であり、この期間にケネディは大票田であるニュージャージー州、オハイオ州、ミシガン州およびペンシルベニア州を回っていた。
選挙運動の重要な転換点は4回行われたケネディとニクソンの討論だった。これらは初めてテレビ中継された大統領候補同士の討論だった。ニクソンは最初の討論が開始される数時間前まで遊説を続けることに固執した。入院の原因となった怪我からも完全に回復して居らず、青ざめて病気のようであり、体重が落ち疲れて見えた。最初の討論のとき、メーキャップは男らしさには必要ないと拒み、その結果当時の白黒テレビでは無精髭が目立った。最初の討論でニクソンのテレビ映りがみすぼらしかったことは、ニクソンの母が討論の直後に彼は病気ではないかと電話してきた事実からも覗える。対照的にケネディは、ローフォードらのアドバイスによりメーキャップを念入りに行ったほか、最初の討論の前に休養を取り、日焼けして、自信に溢れ、討論の間もリラックスしていた。推計8,000万人が最初の討論を視聴した。テレビで討論を見た多くの人々がケネディが勝ったと思い、ラジオを聞いた人々（聴取者は少数）はニクソンが勝ったと思った。その後の世論調査では、わずかにニクソンに負けていたケネディが今度はわずかなリードを奪った。残りの3回の討論では、ニクソンが減っていた体重を戻し、テレビ用のメーキャップを施し、最初に登場したときよりも力強く見えた。しかし、後の3回は最初の討論よりも視聴者が少なく、視聴率では20％も落ちていた。
選挙運動中にケネディを傷つけた重要な要因はローマ・カトリック教信仰について広く広まった偏見だった。プロテスタントの中には、ケネディが大統領になれば、ローマの教皇から命令を取って来なければならないと考える者もいた。1960年9月、ケネディはテキサス州ヒューストンで行われたプロテスタント牧師の集会で、評判の高い演説を行った。ケネディはこの演説で、教会と国の分離に従うと約束し、カトリック教会の役人が公的な政策を命令することを許さないと言った。それでも選挙後にケネディはそのカトリック教徒故にプロテスタントの多い州を失ったと広く信じられた。
しかし、ケネディの選挙運動は、公民権運動の指導者マーティン・ルーサー・キング・ジュニアが公民権運動の行進を率いている途中のジョージア州で逮捕されたとき、活路を見出すことになった。ニクソンはこの問題に関わることを拒んだが、ケネディは地方の政治的権威者に電話を掛けてキングを監獄から出すよう要求し、キングの父や妻にも電話を入れた。その結果、キングの父がケネディに肩入れし、黒人社会における好意的知名度が上がった。投票日にケネディは大半の地域でしかも大きな差を付けて黒人票を獲得し、このことでニュージャージー州、サウスカロライナ州、イリノイ州およびミズーリ州における得票差を得ることになった。投票日の2週間前になると、世論調査や政治評論家の大半はケネディの勝利を予測した。しかし、ほとんど選挙運動から遠ざかっていたアイゼンハワー大統領は、投票日前の10日間、ニクソンのために活発な選挙運動を展開した。アイゼンハワーの支援でニクソンが是非とも欲しかった高揚が起こり、選挙日の世論調査は事実上互角の形勢を示した。

### 結果
投票日の11月8日はアメリカ史の中でも最も有名な選挙の夜の一つになっている。先ずボストン、ニューヨーク、バッファロー、フィラデルフィア、ピッツバーグ、ボルティモア、デトロイトおよびシカゴといった北部と中西部の大都市から開票速報が入ると、ケネディが一般投票でも選挙人票でも大きなリードで始まり、そのまま当選に進むと思われた。しかしその後、西部州や中西部田舎と都市近郷の開票が進むと、ニクソンが着実にケネディとの差を詰めていった。ニクソンが最終的に敗北宣言し、ケネディが勝利を宣言したのは翌11月9日水曜日の午後だった。この選挙が如何に接戦だったかの例はカリフォルニア州で見ることができる。全ての投票区の結果が報告されたときにケネディは37,000票の差を付けてこの州を制したと思われたが、1週間後に不在者投票が集計されると、ニクソンが逆転して36,000票差で勝った。全国の一般選挙の得票率を比べるとケネディはわずか0.1％ニクソンを上回っただけである。これは20世紀の選挙で最も接近した一般投票結果になった。選挙人選挙ではケネディのリードが大きく303票を獲得したのに対し、ニクソンは219票に留まった（当選必要数は269票）。ケネディは得票率差3％未満の州を11州制したのに対し、ニクソンは5州だった。ケネディは北東部の大票田で3州を除き全て制したが、中西部の大票田ミシガン州、イリノイ州およびミズーリ州も制した。リンドン・ジョンソンの助けもあって、ノースカロライナ州、ジョージア州およびテキサス州のような大型州を含み南部州の大半も制した。ニクソンは西部で3州を除き全てを制したし、穀倉地帯の州でも強く、最大の勝利はオハイオ州だった。「ニューヨーク・タイムズ」は11月遅くに選挙の検討結果を要約し、北部のカトリック教徒がその宗教のために攻撃されるケネディに集まった結果、ケネディはカトリック教徒のために失った州よりも勝ち取った州の方が多いという専門家の間の「限られた見解」について述べた。開票結果を分析したミシガン大学の調査班は1956年と1960年の両方に投票した人に面接調査した結果、1956年に民主党に投票した人は33対6でケネディに、1956年に共和党に投票した人は44対17でニクソンに投票したということを見付けた。つまりニクソンはアイゼンハワー票の28％（17/61)を失い、ケネディはスティーブンソン票の15％(6/39)しか失わなかったということである。換言すれば、民主党は1956年の支持をうまく守ったとも言うことができる。
ケネディはオハイオ州で敗れながら大統領に当選した20世紀唯一の候補者（非現職）であることは注目に値する。なお、2020年にジョー・バイデンがオハイオ州で敗れながら大統領に当選したケネディ以来の非現職候補者となった。なお、バイデンはケネディと同じアイルランド系カトリックであり、カトリックの候補者が本戦で勝利するのもケネディ以来となる。

#### ケネディの選挙不正と議論
この時の選挙でケネディ陣営が、禁酒法時代に密造酒の生産・販売を行っていた関係からマフィアと関係の深い、父親のジョセフ・ケネディ・シニアの協力の下、マフィアやマフィアと関係の深い労働組合、非合法組織を巻き込んだ大規模な選挙不正を行っていたことが現在では明らかになっている。
またケネディは、予備選挙中にシナトラから紹介されたシナトラの元恋人のジュディス・キャンベルを経由して、イリノイ州シカゴのマフィアの大ボスのサム・ジアンカーナを紹介してもらい、ウェスト・ヴァージニア州における選挙への協力を直接要請した他、FBIの盗聴により、シナトラが同州のマフィアからケネディのために寄付金を募り、ケネディの選対関係者にばらまいたことが明らかになっている。
共和党は当時これら2州の結果を他の9州の結果と共にひっくり返そうとして失敗したという事実に拘わらず、ニクソンは全国の一般投票で実際には勝っていたとしている。これら2州はもしニクソンが制して居れば、選挙人選挙の結果でもニクソンが勝っていたはずなので重要である。
ケネディはイリノイ州で投票総数475万票のうちわずか9,000票に足りない差で制した。ニクソンが州内101の郡のうち92郡を制していたにもかかわらずであった。ケネディのイリノイ州での勝利はシカゴによるものであり、リチャード・J・デーリー市長が11月9日の朝遅い時間までシカゴの票の大半を保留にしていた。デーリーの行動と力の有るシカゴ民主党の組織はクック郡で45万票差という異常な勝利をケネディに与えた。これはシカゴの1960年時点の人口355万人の10％以上に相当した。このことでイリノイ州の他の地域では厚かった共和投票にかろうじて打ち勝つことになった。ニクソン支持の「ニューヨーク・ヘラルド・トリビューン」の記者、アール・マソはシカゴの投票を調査し、イリノイ州がケネディに奪われるだけの選挙違反の十分な証拠を見付けたと主張した。
テキサス州では、ケネディが51％対49％という僅差でニクソンを破った。共和党員の中にはリンドン・ジョンソンの恐るべき政治マシーンが、ジョンソンの地元のメキシコ国境付近の郡部で十分な票を盗み、ケネディに勝利をもたらしたと主張する者がいる。
歴史家のアーサー・シュレジンジャーのようなケネディに近しい者は、「ケネディが取ったテキサス州の票差（46,000票）は単純に大きすぎて、選挙違反では覆らない」と主張した。イリノイ州でも、シュレジンジャーやその他のケネディや民主党の支持者が、「仮にニクソンがイリノイ州を制したとしても、ケネディはまだ選挙人票276票を持っており、対するニクソンは246票なので、この州だけではニクソンを勝者には出来ない」と指摘した。さらに加えて、イリノイ州は最も広範な異議申し立てのあった場所であり、クック郡の州検事で共和党のベンジャミン・アダモースキーは自身の再選も果たさなかったが、その繰り返し先頭に立った行動にも拘らず成功しなかった。ニクソンとアダモースキーの両人に有利な純誤差を示したが（ある投票区はニクソンの場合に40%という彼等に有利な誤差を示したが、選挙違反ではなく誤集計を示唆するものだった）、どちらの候補者も結果を覆すまでには至らなかった。共和党が支配する州の選挙委員会は異口同音に結果に対する異議申し立てを拒絶した。さらに共和党に支配される州南部地域において不正行為の可能性を示唆するものがあり、共和党の異議申し立ては行き場が無いために民主党も真剣に追及することはなかった。
選挙終盤にケネディ陣営のイリノイ州やテキサス州などの大票田における大規模な不正に気づいたニクソン陣営は正式に告発を行おうとしたが、アイゼンハワー元大統領から「告発を行い、泥仕合になると国家の名誉を汚すことになる」と説得されて告発を取りやめている。ある共和党指導者たちはニクソンに対し、ケネディへの投票の幾つか、特に大きなカトリック教徒投票区の多数がケネディの選出に貢献したイリノイ州、ミズーリ州およびニュージャージー州の再集計を追及しその有効性に異議を唱えることを勧めたと言われている。ニクソンは再集計を要求することを公に拒否し、「それは憲法の危機を生む」と言った。またマソや「ヘラルド・トリビューン」には、選挙が民主党に盗まれたということを示唆する記事を出版しないように説得もした。しかし、ニクソンは個人的には共和党全国議長のスラストン・モートンに再集計を要求するよう奨励し、モートンは11州で再集計を行い、1961年の夏まで裁判所に異議申し立てを続けた。ケネディの選挙運動によって申し立てられた再集計でケネディが逆転された唯一の州はハワイ州という結果になった。
なお、ニクソンはケネディ陣営がニクソンが過去に精神科のカウンセリングを受けた過去がある証拠をつかんでいた（現在ではこのような経歴が問題視されることはない）ものの、「切り札」として公開していなかったことをつかんでおり、「やぶへびになることを恐れ告発に踏み切れなかった」という意見もあるが、いずれにしても告発を行わなかったニクソンの潔い行動は、ニクソンに批判的な人々からも称賛を受けている。

#### アラバマ州の一般選挙
アラバマ州の一般選挙では、この州の通常ではない状態のためにケネディの実際の得票数を決めることが困難だった。最初の小さな問題は、有権者が選挙人の候補者名簿から選ぶ代わりに、有権者は選挙人を個別に選ぶことにしていたことである。伝統的にそのような条件では、最大票を得た選挙人の得票数を大統領候補者に割り当てることになる。例えばニクソンを推すことにした選挙人候補者が230,951票（選挙人はジョージ・ウィッチャー）から237,981票（選挙人はセシル・ダーラム）まであるとき、ニクソンはアラバマ州から一般投票で237,981票を得たことになる。
より重要な問題は、州全体の民主党予備選で選挙人団として11人の候補者を選んでおり、そのうち5人はケネディに投票することを約束したが、6人は誰に投票しても良いことになっていた。これら候補者全てが選ばれ、6人の非拘束代議員はケネディに対抗する投票を行った。それ故にケネディが一般投票で獲得した票数を割り振ることが困難である。伝統的な方法では、318,303票（ケネディを推す選挙人の中での最高得票数）あるいは324,050票（民主党の選挙人の中での最高得票数）となる。実際に下に掲げる結果の表は、ケネディがアラバマ州から獲得した一般選挙の票数を318,303票として集計したものである。
アラバマ州の投票総数を集計し、他の49州の結果と合計したとしても、ニクソンは得票総数34,108,157票となり、34,049,976票のケネディを58,181票上回るだけである。選挙違反があったとされることを考慮に容れないでこの集計方法を使えば、1960年の選挙はその前に考えられていたよりも更に接戦になることは事実である。

#### ジョージア州の一般選挙
ジョージア州の一般選挙でも、有権者は12人の個別の選挙人に投票したので、ケネディとニクソンの実際の得票数を決めることは困難である。集計結果はケネディに458,638票、ニクソンに274,472票だったが、これはそれぞれケネディとニクソンを推す選挙人の中で最高得票を得た選挙人の数字である。しかし、共和党と民主党の選挙人で最高得票を得た者は、党の他の11人とはその数字が飛び離れたものだった。各党12人の選挙人の平均得票数を見れば、民主党が455,629票、共和党が273,110となっていた。このことによりケネディの得た得票数差は当初のものより1,647票減って、182,519票となる。

#### 非拘束民主党選挙人

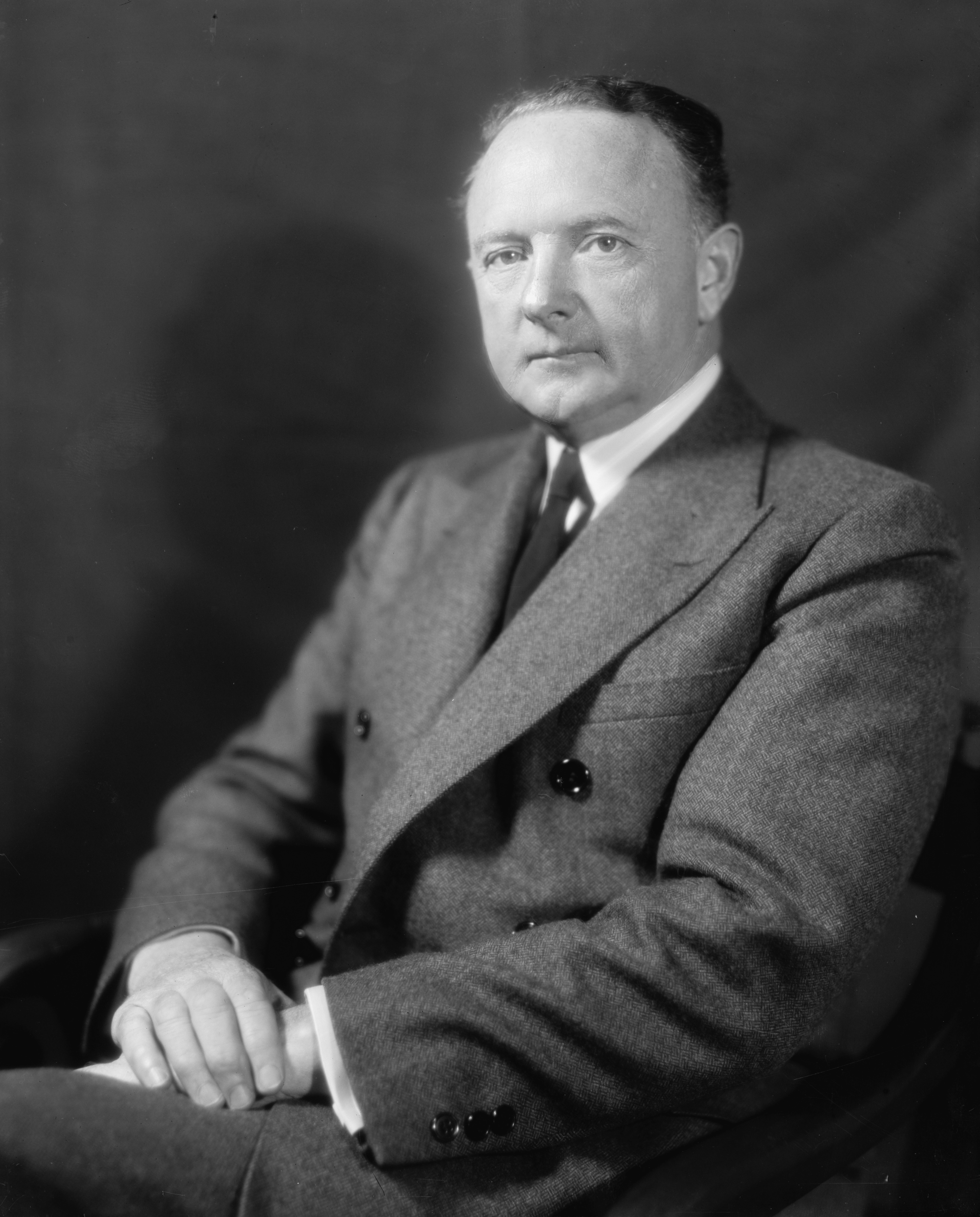
ハリー・F・バード

南部の多くの民主党員は、全国民主党の綱領にあった南部に住むアフリカ系アメリカ人の公民権と投票権の支持に反対していた。党員集会の前も後も、その州の選挙人候補者名簿には非拘束民主党選挙人を載せて、選挙の行方に影響を与えることを期待した。このような選挙人が存在すると、全国党大会で選ばれる大統領候補者に影響を与える可能性があり、選挙人投票で接戦となった場合に、その投票と引き換えに民主党あるいは共和党の大統領候補者のどちらかと取引を引き出せる位置付けになる可能性があった。
これらの目論見の大半は失敗した。アラバマ州では5人の忠実な選挙人と6人の非拘束選挙人を選ぶことになった。ミシシッピ州は忠実な選挙人の名簿と非拘束選挙人の名簿の2つを用意した。ルイジアナ州も2つの名簿を用意したが、非拘束選挙人の名簿には民主党という表示が出来なかった。ジョージア州はその民主党選挙人に対しケネディへの投票誓約から自由にしたが、人気のあるアーネスト・ヴァンダイヴァー知事は彼自身が選挙人候補者であり公然とケネディを推した。
全体では有権者の投票で14人の非拘束選挙人が選ばれた。ケネディを推す選挙人数が明らかに選挙人投票では過半数だったので、非拘束選挙人は結果に影響を及ぼせなかった。それでも彼等はケネディに投票しなかった。その代わりに保守派民主党員であるバージニア州選出アメリカ合衆国上院議員ハリー・F・バードに投票した。バードは候補者と宣言していなかったし、彼等の投票を求めてもいなかった（バードはオクラホマ州の造反選挙人からも1票獲得し、合計15票を得た）。
| 大統領選の結果                         |            |               |            |              |                                                  |              |
| 大統領候補者 出身州                    | 党         | 得票数        | 得票率     | 選挙人得票数 | 副大統領候補者 出身州                            | 選挙人得票数 |
| ジョン・F・ケネディ マサチューセッツ州 | 民主党     | 34,220,984(a) | 49.7%      | 303          | リンドン・ジョンソン テキサス州                  | 303          |
| リチャード・ニクソン カリフォルニア州  | 共和党     | 34,108,157    | 49.5%      | 219          | ヘンリー・カボット・ロッジJr. マサチューセッツ州 | 219          |
| ハリー・F・バード バージニア州         | -          | -(b)          | -(b)       | 15           | ストロム・サーモンド サウスカロライナ州          | 14           |
| ハリー・F・バード バージニア州         | -          | -(b)          | -(b)       | 15           | バリー・ゴールドウォーター(c) アリゾナ州         | 1(c)         |
| 非拘束代議員                           | -          | 286,359       | 0.4%       | (d)          | -                                                | 0            |
| オーバル・フォーバス バージニア州      | 全国州権党 | 44,984        | 0.1%       | 0            | ジョン・G・クロムリン アラバマ州                 | 0            |
| チャールズ・サリバン ミシシッピ州      | 立憲党     | 18,162(e)     | 0.0%       | 0            | メリット・カーティス カリフォルニア州            | 0            |
| その他                                 | -          | 216,982       | 0.3%       | 0            | -                                                | 0            |
| 合計                                   | 合計       | 68,895,628    | 100%       | 537(f)       | -                                                | 537          |
| 選出必要数                             | 選出必要数 | 選出必要数    | 選出必要数 | 269          | -                                                | 269          |

(a) この数字には問題がある。上記アラバマ州の一般選挙の項を参照。 

(b) バードは候補者名簿に無かった。その選挙人票は非拘束民主党選挙人（複数）と、1人の造反選挙人のものだった。 

(c) オクラホマ州の造反選挙人ヘンリー・D・アーウィンは、ニクソンとロッジに投票するはずだったが、候補者ではないバードに投票した。しかし、バードとストローム・サーモンドに投票した他の選挙人とは異なり、アーウィンはバードとバリー・ゴールドウォーターに投票した。 

(d) ミシシッピ州では、非拘束民主党選挙人の名簿が勝利し、その8票をバードとサーモンドに投票した。

(e) サリバンとカーテイスはテキサス州でのみ出馬した。ワシントン州では立憲党がカーテイスを大統領候補に、B・N・ミラーを副大統領候補に立て、1,401票を得た。 

(f) 選挙人票は1956年の531から537に増えた。これは新しい州であるアラスカ州とハワイ州からそれぞれ上院議員2名と下院議員1名が追加されたためである（下院は一時的に定数が435名から437名に増やされ、1960年の国勢調査に拠って再配分され435名に戻された）。 

#### 州ごとの結果
| ケネディ/ジョンソンが勝利した州 |
| ニクソン/ロッジが勝利した州     |
| 非拘束選挙人が勝利した州        |

|                      |          | ジョン・F・ケネディ 民主党 | ジョン・F・ケネディ 民主党 | ジョン・F・ケネディ 民主党 | リチャード・ニクソン 共和党 | リチャード・ニクソン 共和党 | リチャード・ニクソン 共和党 | 非拘束選挙人 非拘束民主党 | 非拘束選挙人 非拘束民主党 | 非拘束選挙人 非拘束民主党 | エリック・ハス 社会主義労働者党 | エリック・ハス 社会主義労働者党 | エリック・ハス 社会主義労働者党 | 票差     | 票差   | 州計       | 州計 |
| 州                   | 選挙人数 | #                          | %                          | 選挙人数                   | #                           | %                           | 選挙人数                    | #                         | %                         | 選挙人数                  | #                               | %                               | 選挙人数                        | #        | %      | #          |      |
| -------------------- | -------- | -------------------------- | -------------------------- | -------------------------- | --------------------------- | --------------------------- | --------------------------- | ------------------------- | ------------------------- | ------------------------- | ------------------------------- | ------------------------------- | ------------------------------- | -------- | ------ | ---------- | ---- |
| アラバマ州           | 11       | 318,303                    | 56.39                      | 5                          | 237,981                     | 42.16                       | –                           | 324,050                   | 0.00                      | 6                         | –                               | –                               | –                               | 80,322   | 14.23  | 564,478    | AL   |
| アラスカ州           | 3        | 29,809                     | 49.06                      | –                          | 30,953                      | 50.94                       | 3                           | –                         | –                         | –                         | –                               | –                               | –                               | −1,144   | −1.88  | 60,762     | AK   |
| アリゾナ州           | 4        | 176,781                    | 44.36                      | –                          | 221,241                     | 55.52                       | 4                           | –                         | –                         | –                         | 469                             | 0.12                            | –                               | −44,460  | −11.16 | 398,491    | AZ   |
| アーカンソー州       | 8        | 215,049                    | 50.19                      | 8                          | 184,508                     | 43.06                       | –                           | –                         | –                         | –                         | –                               | –                               | –                               | 30,541   | 7.13   | 428,509    | AR   |
| カリフォルニア州     | 32       | 3,224,099                  | 49.55                      | –                          | 3,259,722                   | 50.10                       | 32                          | –                         | –                         | –                         | 1,051                           | 0.02                            | –                               | −35,623  | −0.55  | 6,506,578  | CA   |
| コロラド州           | 6        | 330,629                    | 44.91                      | –                          | 402,242                     | 54.63                       | 6                           | –                         | –                         | –                         | 2,803                           | 0.38                            | –                               | −71,613  | −9.73  | 736,246    | CO   |
| コネチカット州       | 8        | 657,055                    | 53.73                      | 8                          | 565,813                     | 46.27                       | –                           | –                         | –                         | –                         | –                               | –                               | –                               | 91,242   | 7.46   | 1,222,883  | CT   |
| デラウェア州         | 3        | 99,590                     | 50.63                      | 3                          | 96,373                      | 49.00                       | –                           | –                         | –                         | –                         | 82                              | 0.04                            | –                               | 3,217    | 1.64   | 196,683    | DE   |
| フロリダ州           | 10       | 748,700                    | 48.49                      | –                          | 795,476                     | 51.51                       | 10                          | –                         | –                         | –                         | –                               | –                               | –                               | −46,776  | −3.03  | 1,544,176  | FL   |
| ジョージア州         | 12       | 458,638                    | 62.54                      | 12                         | 274,472                     | 37.43                       | –                           | –                         | –                         | –                         | –                               | –                               | –                               | 184,166  | 25.11  | 733,349    | GA   |
| ハワイ州             | 3        | 92,410                     | 50.03                      | 3                          | 92,295                      | 49.97                       | –                           | –                         | –                         | –                         | –                               | –                               | –                               | 115      | 0.06   | 184,705    | HI   |
| アイダホ州           | 4        | 138,853                    | 46.22                      | –                          | 161,597                     | 53.78                       | 4                           | –                         | –                         | –                         | –                               | –                               | –                               | −22,744  | −7.57  | 300,450    | ID   |
| イリノイ州           | 27       | 2,377,846                  | 49.98                      | 27                         | 2,368,988                   | 49.80                       | –                           | –                         | –                         | –                         | 10,560                          | 0.22                            | –                               | 8,858    | 0.19   | 4,757,409  | IL   |
| インディアナ州       | 13       | 952,358                    | 44.60                      | –                          | 1,175,120                   | 55.03                       | 13                          | –                         | –                         | –                         | 1,136                           | 0.05                            | –                               | −222,762 | −10.43 | 2,135,360  | IN   |
| アイオワ州           | 10       | 550,565                    | 43.22                      | –                          | 722,381                     | 56.71                       | 10                          | –                         | –                         | –                         | 230                             | 0.02                            | –                               | −171,816 | −13.49 | 1,273,810  | IA   |
| カンザス州           | 8        | 363,213                    | 39.10                      | –                          | 561,474                     | 60.45                       | 8                           | –                         | –                         | –                         | –                               | –                               | –                               | −198,261 | −21.35 | 928,825    | KS   |
| ケンタッキー州       | 10       | 521,855                    | 46.41                      | –                          | 602,607                     | 53.59                       | 10                          | –                         | –                         | –                         | –                               | –                               | –                               | −80,752  | −7.18  | 1,124,462  | KY   |
| ルイジアナ州         | 10       | 407,339                    | 50.42                      | 10                         | 230,980                     | 28.59                       | –                           | 169,572                   | 20.99                     | –                         | –                               | –                               | –                               | 176,359  | 21.83  | 807,891    | LA   |
| メイン州             | 5        | 181,159                    | 42.95                      | –                          | 240,608                     | 57.05                       | 5                           | –                         | –                         | –                         | –                               | –                               | –                               | −59,449  | −14.10 | 421,767    | ME   |
| メリーランド州       | 9        | 565,808                    | 53.61                      | 9                          | 489,538                     | 46.39                       | –                           | –                         | –                         | –                         | –                               | –                               | –                               | 76,270   | 7.23   | 1,055,349  | MD   |
| マサチューセッツ州   | 16       | 1,487,174                  | 60.22                      | 16                         | 976,750                     | 39.55                       | –                           | –                         | –                         | –                         | 3,892                           | 0.16                            | –                               | 510,424  | 20.67  | 2,469,480  | MA   |
| ミシガン州           | 20       | 1,687,269                  | 50.85                      | 20                         | 1,620,428                   | 48.84                       | –                           | 539                       | 0.02                      | –                         | 1,718                           | 0.05                            | –                               | 66,841   | 2.01   | 3,318,097  | MI   |
| ミネソタ州           | 11       | 779,933                    | 50.58                      | 11                         | 757,915                     | 49.16                       | –                           | –                         | –                         | –                         | 962                             | 0.06                            | –                               | 22,018   | 1.43   | 1,541,887  | MN   |
| ミシシッピ州         | 8        | 108,362                    | 36.34                      | –                          | 73,561                      | 24.67                       | –                           | 116,248                   | 38.99                     | 8                         | –                               | –                               | –                               | −7,886   | −2.64  | 298,171    | MS   |
| ミズーリ州           | 13       | 972,201                    | 50.26                      | 13                         | 962,221                     | 49.74                       | –                           | –                         | –                         | –                         | –                               | –                               | –                               | 9,980    | 0.52   | 1,934,422  | MO   |
| モンタナ州           | 4        | 134,891                    | 48.60                      | –                          | 141,841                     | 51.10                       | 4                           | –                         | –                         | –                         | –                               | –                               | –                               | −6,950   | −2.50  | 277,579    | MT   |
| ネブラスカ州         | 6        | 232,542                    | 37.93                      | –                          | 380,553                     | 62.07                       | 6                           | –                         | –                         | –                         | –                               | –                               | –                               | −148,011 | −24.14 | 613,095    | NE   |
| ネバダ州             | 3        | 54,880                     | 51.16                      | 3                          | 52,387                      | 48.84                       | –                           | –                         | –                         | –                         | –                               | –                               | –                               | 2,493    | 2.32   | 107,267    | NV   |
| ニューハンプシャー州 | 4        | 137,772                    | 46.58                      | –                          | 157,989                     | 53.42                       | 4                           | –                         | –                         | –                         | –                               | –                               | –                               | −20,217  | −6.84  | 295,761    | NH   |
| ニュージャージー州   | 16       | 1,385,415                  | 49.96                      | 16                         | 1,363,324                   | 49.16                       | –                           | –                         | –                         | –                         | 4,262                           | 0.15                            | –                               | 22,091   | 0.80   | 2,773,111  | NJ   |
| ニューメキシコ州     | 4        | 156,027                    | 50.15                      | 4                          | 153,733                     | 49.41                       | –                           | –                         | –                         | –                         | 570                             | 0.18                            | –                               | 2,294    | 0.74   | 311,107    | NM   |
| ニューヨーク州       | 45       | 3,830,085                  | 52.53                      | 45                         | 3,446,419                   | 47.27                       | –                           | –                         | –                         | –                         | –                               | –                               | –                               | 383,666  | 5.26   | 7,291,079  | NY   |
| ノースカロライナ州   | 14       | 713,136                    | 52.11                      | 14                         | 655,420                     | 47.89                       | –                           | –                         | –                         | –                         | –                               | –                               | –                               | 57,716   | 4.22   | 1,368,556  | NC   |
| ノースダコタ州       | 4        | 123,963                    | 44.52                      | –                          | 154,310                     | 55.42                       | 4                           | –                         | –                         | –                         | –                               | –                               | –                               | −30,347  | −10.90 | 278,431    | ND   |
| オハイオ州           | 25       | 1,944,248                  | 46.72                      | –                          | 2,217,611                   | 53.28                       | 25                          | –                         | –                         | –                         | –                               | –                               | –                               | −273,363 | −6.57  | 4,161,859  | OH   |
| オクラホマ州         | 8        | 370,111                    | 40.98                      | –                          | 533,039                     | 59.02                       | 7                           | 0                         | 0.00                      | 1                         | –                               | –                               | –                               | −162,928 | −18.04 | 903,150    | OK   |
| オレゴン州           | 6        | 367,402                    | 47.32                      | –                          | 408,060                     | 52.56                       | 6                           | –                         | –                         | –                         | –                               | –                               | –                               | −40,658  | −5.24  | 776,421    | OR   |
| ペンシルベニア州     | 32       | 2,556,282                  | 51.06                      | 32                         | 2,439,956                   | 48.74                       | –                           | –                         | –                         | –                         | 7,185                           | 0.14                            | –                               | 116,326  | 2.32   | 5,006,541  | PA   |
| ロードアイランド州   | 4        | 258,032                    | 63.63                      | 4                          | 147,502                     | 36.37                       | –                           | –                         | –                         | –                         | –                               | –                               | –                               | 110,530  | 27.26  | 405,535    | RI   |
| サウスカロライナ州   | 8        | 198,129                    | 51.24                      | 8                          | 188,558                     | 48.76                       | –                           | –                         | –                         | –                         | –                               | –                               | –                               | 9,571    | 2.48   | 386,688    | SC   |
| サウスダコタ州       | 4        | 128,070                    | 41.79                      | –                          | 178,417                     | 58.21                       | 4                           | –                         | –                         | –                         | –                               | –                               | –                               | −50,347  | −16.43 | 306,487    | SD   |
| テネシー州           | 11       | 481,453                    | 45.77                      | –                          | 556,577                     | 52.92                       | 11                          | –                         | –                         | –                         | –                               | –                               | –                               | −75,124  | −7.14  | 1,051,792  | TN   |
| テキサス州           | 24       | 1,167,567                  | 50.52                      | 24                         | 1,121,310                   | 48.52                       | –                           | –                         | –                         | –                         | –                               | –                               | –                               | 46,257   | 2.00   | 2,311,084  | TX   |
| ユタ州               | 4        | 169,248                    | 45.17                      | –                          | 205,361                     | 54.81                       | 4                           | –                         | –                         | –                         | –                               | –                               | –                               | −36,113  | −9.64  | 374,709    | UT   |
| バーモント州         | 3        | 69,186                     | 41.35                      | –                          | 98,131                      | 58.65                       | 3                           | –                         | –                         | –                         | –                               | –                               | –                               | −28,945  | −17.30 | 167,324    | VT   |
| バージニア州         | 12       | 362,327                    | 46.97                      | –                          | 404,521                     | 52.44                       | 12                          | –                         | –                         | –                         | 397                             | 0.05                            | –                               | −42,194  | −5.47  | 771,449    | VA   |
| ワシントン州         | 9        | 599,298                    | 48.27                      | –                          | 629,273                     | 50.68                       | 9                           | –                         | –                         | –                         | 10,895                          | 0.88                            | –                               | −29,975  | −2.41  | 1,241,572  | WA   |
| ウェストバージニア州 | 8        | 441,786                    | 52.73                      | 8                          | 395,995                     | 47.27                       | –                           | –                         | –                         | –                         | –                               | –                               | –                               | 45,791   | 5.47   | 837,781    | WV   |
| ウィスコンシン州     | 12       | 830,805                    | 48.05                      | –                          | 895,175                     | 51.77                       | 12                          | –                         | –                         | –                         | 1,310                           | 0.08                            | –                               | −64,370  | −3.72  | 1,729,082  | WI   |
| ワイオミング州       | 3        | 63,331                     | 44.99                      | –                          | 77,451                      | 55.01                       | 3                           | –                         | –                         | –                         | –                               | –                               | –                               | −14,120  | −10.03 | 140,782    | WY   |
| 合計:                | 537      | 34,220,984                 | 49.72                      | 303                        | 34,108,157                  | 49.55                       | 219                         | 610,409                   | 0.42                      | 15                        | 47,522                          | 0.07                            | –                               | 112,827  | 0.16   | 68,832,482 | US   |

### 接戦だった州
青字は民主党、赤字は共和党、オレンジ字は非拘束代議員が勝利したことを示す。数字は得票率の差。
得票率差1%未満 (選挙人数95):
1. ハワイ州, 0.06%
2. イリノイ州, 0.19%
3. ミズーリ州, 0.52%
4. カリフォルニア州, 0.55%
5. ニューメキシコ州, 0.74%
6. ニュージャージー州, 0.80%

得票率差5%未満 (選挙人数161):
1. ミネソタ州, 1.43%
2. デラウェア州, 1.64%
3. アラスカ州, 1.88%
4. テキサス州, 2.00%
5. ミシガン州, 2.01%
6. ネバダ州, 2.32%
7. ペンシルベニア州, 2.32%
8. ワシントン州, 2.41%
9. サウスカロライナ州, 2.48%
10. モンタナ州, 2.50%
11. ミシシッピ州, 2.64%
12. フロリダ州, 3.03%
13. ウィスコンシン州, 3.72%
14. ノースカロライナ州, 4.22%

得票率差5%以上10%未満 (選挙人数160):
1. オレゴン州, 5.24%
2. ニューヨーク州, 5.26%
3. ウェストバージニア州, 5.46%
4. バージニア州, 5.47%
5. オハイオ州, 6.56%
6. ニューハンプシャー州, 6.84%
7. アーカンソー州, 7.13%
8. テネシー州, 7.15%
9. ケンタッキー州, 7.18%
10. メリーランド州, 7.22%
11. コネチカット州, 7.46%
12. アイダホ州, 7.56%
13. ユタ州, 9.64%
14. コロラド州, 9.73%